# Грибное (Приморский край)
Грибно́е — село в Черниговском районе Приморского края. Входит в состав Черниговского сельского поселения.

## География
Село Грибное стоит при впадении реки Грибная в реку Черниговка (приток реки Илистая).
Село Грибное находится к юго-востоку от районного центра Черниговка, на автодороге, соединяющей Черниговку с Реттиховкой. Расстояние до Черниговки около 12 км.
От автодороги между сёлами Черниговка и Грибное на северо-восток идёт дорога к селу Горный Хутор.

## История
До 1972 года село называлось Лунза.

## Население
| 1926 | 2002 | 2008 | 2010 |
| ---- | ---- | ---- | ---- |
| 280  | ↘68  | ↗79  | ↘70  |

## Улицы
В селе имеются три улицы: ул. Луговая, ул. Набережная и ул. Шоссейная.

## Экономика
Жители занимаются сельским хозяйством.

## Известные уроженцы
- Солодов, Вячеслав Анатольевич (1944—2014) — советский и российский военачальник, контр-адмирал.